# AFC Chindia Târgoviște
AFC Chindia Târgoviște is een Roemeense voetbalclub uit Târgoviște.
De club werd in 2010 opgericht door oud-voetballer Gheorghe Popescu, oud-scheidsrechter Ion Crăciunescu en de gemeente Târgoviște.   De club is een navolger van het teloorgegane FCM Târgoviște met een historie die dateert vanaf 1948 en ook een periode als Chindia speelde. In 2019 werd AFC Chindia Târgoviște kampioen in de Liga 2 en speelt in het seizoen 2019/20 in de Liga 1.

## Erelijst
- Liga 2

2018/19
- Liga III

2010/11, 2014/15

## Eindklasseringen
| 1 |

| 7 |

| 12 |

| 2 |

| 1 |

| 3 |

| 5 |

| 3 |

| 1 |

| 14 |

| 7 |

| 13 |

| 15 |

| 9 |

| Liga 1 | Liga 2 | Liga III |

CS Afumati ·
Metaloglobus Boekarest ·
CSA Steaua Boekarest ·
Metalul Buzău ·
Ceahlăul Piatra Neamț ·
Concordia Chiajna ·
U Craiova ·
CSC Dumbrăvița ·
CSM Focșani ·
Corvinul Hunedoara ·
Csíkszereda Miercurea Ciuc ·
Mioveni · 
Câmpulung Muscel ·
FC Bihor Oradea (2022) ·
Argeș Pitești ·
Reșița ·
CSC 1599 Șelimbăr ·
CSM Slatina ·
ACS Viitorul Târgu Jiu ·
Chindia Târgoviște · 
Unirea Ungheni ·
Voluntari